# 北尾佳奈子
北尾佳奈子（1982年2月6日—）是一名日本女子花样游泳运动员。她曾参加了2004年雅典奥林匹克运动会，并在比赛中获得女子花样游泳比赛团体银牌。現已嫁至美國拉斯維加斯，並為太陽馬戲團成員之一。